# Reprezentacja Irlandii na Mistrzostwach Świata w Narciarstwie Klasycznym 2013
Reprezentacja Irlandii na Mistrzostwach Świata w Narciarstwie Klasycznym 2013 – dwuosobowa reprezentacja Irlandii podczas mistrzostw świata w Val di Fiemme w 2013 roku.
Reprezentacja składała się z dwóch biegaczy narciarskich. Byli to: Colum O'Farrell i Conor Brian McLaughlin. O’Farrell wystartował w dwóch konkurencjach, a McLaughlin w jednej.
O’Farrell zajął 119. miejsce w sprincie mężczyzn i 63. miejsce w kwalifikacjach do biegu na 15 kilometrów, natomiast McLaughlin uplasował się na 128. miejscu w sprincie – wyprzedził tylko jednego zawodnika, którym był reprezentant Togo, Viossi-Akpedje Madja.

## Wyniki

### Biegi narciarskie
| Data       | Konkurencja            | Zawodnik               | Kwalifikacje | Kwalifikacje | Kwalifikacje | Ćwierćfinał | Ćwierćfinał | Ćwierćfinał | Półfinał | Półfinał | Półfinał | Finał | Miejsce | Źródła |
| Data       | Konkurencja            | Zawodnik               | Czas         | Miejsce      | Miejsce      | Czas        | Miejsce     | Miejsce     | Czas     | Miejsce  | Miejsce  | Czas  | Miejsce | Źródła |
| ---------- | ---------------------- | ---------------------- | ------------ | ------------ | ------------ | ----------- | ----------- | ----------- | -------- | -------- | -------- | ----- | ------- | ------ |
| 20.02.2013 | sprint mężczyzn        | Conor Brian McLaughlin | 6:13,08      | 128.         | nq           | NQ          | NQ          | NQ          | NQ       | NQ       | NQ       | NQ    | 128.    | [ 1 ]  |
| 20.02.2013 | sprint mężczyzn        | Colum O'Farrell        | 4:53,67      | 119.         | nq           | NQ          | NQ          | NQ          | NQ       | NQ       | NQ       | NQ    | 119.    | [ 1 ]  |
| 27.02.2013 | bieg na 15 km mężczyzn | Conor Brian McLaughlin | DNS          | –            | nq           | NQ          | NQ          | NQ          | NQ       | NQ       | NQ       | NQ    | –       | [ 2 ]  |
| 27.02.2013 | bieg na 15 km mężczyzn | Colum O'Farrell        | 31:14,5      | 63.          | nq           | NQ          | NQ          | NQ          | NQ       | NQ       | NQ       | NQ    | –       | [ 2 ]  |